# Tantima
Tantima è una municipalità dello stato di Veracruz, nel Messico centrale, il cui capoluogo è la località omonima.
La municipalità conta 12.814 abitanti (2010) e ha un'estensione di 334,21 km².